# Doxomysis sanuriensis
Doxomysis sanuriensis är en kräftdjursart som beskrevs av Mihai Bacescu 1993. Doxomysis sanuriensis ingår i släktet Doxomysis och familjen Mysidae. Inga underarter finns listade i Catalogue of Life.